# Правци у исламу
Религија ислам има много праваца, секти, школа и традиција. Постоји хадис који говори о томе да је Мухамед рекао да ће се његов умет подијелити на 73 групе, те да ће само једна ући у рај. Према истом хадису, умет је требало подијелити на више група него остале аврамске религије (јудаизам и хришћанство).

## Најранији правци
Одмах послије Мухамедове смрти у тадашњим исламским земљама, као и оним које ће то тек постати, постепено су се развијала различита схватања вјере. Над свима су се истакла три става, која су се задржала и до данас, уз бројне унутрашње фракције. Та три исламска учења су:
- сунитски ислам,
- шиитски ислам и
- хариџијски ислам

### Сунитски ислам
Сунитски ислам је највећи исламски правац. Према неким изворима, 85% муслимана свијета припада сунитима.
Насупрот шиитима, сунити вјерују да Мухамед није именовао свог насљедника прије смрти. Након иницијалног периода збуњености, група његових најближих пријатеља састали су се и изабрали Ебу Бекра, Мухамедовог блиског пријатеља и пунца за првог халифа.
Иницијално су сунити вјеровали да позицију халифа треба демократски изабрати, али након прва четири "праведна халифа“ позиција се окренула у насљедну династијску владавину. Након пада Османског царства 1923, нестало је халифата и није изабран ниједан нови халиф.

#### Сунитске школе мишљења
Школе мишљења или мезхеби, или правне школе, или школе фикха унутар сунитског ислама. Сваки од асхаба је имао јединствену правну школу, али су се те школе постепено консолидовале или одбацивале, па су сада видљиве четири школе мишљења. То су:
- ханифијски мезхеб,
- ханбелијски мезхеб,
- маликијски мезхеб и
- шафијски мезхеб.

Разлике између тих школа манифестују се у малим разликама у практиковању ислама, па их многи сунитски муслимани сматрају у основи истим.

##### Ханифијски мезхеб
Основан од стране имама Ебу Ханифе. Сматра се једном од "најмекших" исламских школа, отворена је за модерне идеје. Доминантна је међу сунитима у сјеверном Египту, Индијском подконтиненту, Ираку, Турској и многим западним земљама.
Босанскохерцеговачки муслимани највећим дијелом припадају овом мезхебу, а учење овог мезхеба је службено и у Исламској заједници у Босни и Херцеговини.
Називају се и ханефијама (ханефијски мезхеб).

###### Барелви
Барелвије су сљедбеници покрета унутар сунитског ислама који је почео у Индији и слиједе фикх имама Ебу Ханифе. Највећи опоненти барелвијама су сунитски реформаторски покрети као што је Деобандизам у Индији и Вахабизам у Саудијској Арабији.

###### Деобанди
Деобанди су муслимани јужне Азије и Авганистана, који слиједе фикх имама Ебу Ханифе. За Талибане се сматра да слиједе учење Деобанди школе.

##### Маликијски мезхеб
Маликијска школа црпи учења имама Малика. Највише се практикује у Сјеверној и западној Африци. Ово је друга по величини школа, коју слиједи отприлике око 25% муслимана.

##### Шафијски мезхеб
За оснивача овог мезхеба сматра се имам Шафија. Отприлике 15% муслимана широм свијета су сљедбеници овог мезхеба. Највише сљедбеника има у Египту, Сомалији, Индонезији, Тајланду, Сингапуру и на Филипинима. Ова школа је службена код влада Брунеја и Малезије.

##### Ханбелијски мезхеб
Сматра се најконзервативнијим од све четири мезхеба. Школа је добила име по имаму Ахмед ибн Ханбелу који је био ученик Шафије. Овај мезхеб преовладава у Саудијској Арабији, Катару, Уједињеним Арапским Емиратима, Бахреину, те дијеловима Омана.

### Шиитски ислам
Шиитски ислам је други највећи исламски правац.
Шиитски муслимани вјерују да је Алија изабран од стране Мухамеда да буде вођа исламске заједнице. Они га означавају као првог имама. Остали имами су Алијини потомци. Највећа група шиита вјерује у укупно 12 имама. Према њиховом вјеровању дванаести имам би требало да се појави непосредно прије судњег дана. Шиитски хадиси укључују говор имама.

#### Шиитске групације
Шиити, односно припадници шиитског ислама, сматрају да је Мухамед именовао свог насљедника прије смрти и сматрају да је Алија требало да буде његов насљедник. Такође сматрају да једино Мухамедова породица има право да води исламски умет.
Шиитски ислам је такође подијељен на бројне групације од којих су најзначајније једине три преостале:
- имамити или џаферије, сљедбеници 12 имама,
- зејди,
- исмаилити и
- батиније.

##### Имамије
Имамије су највећа групација шиитске школе мишљења. Чине око 80% свих шиита. Најдоминантнији су у Азербејџану, Ирану, Ираку, Либану и Бахреину. Вјерују у број од 12 имама, потомака Мухамеда, и вјерују да ће дванаести имам бити Мехди.

##### Зејди
Зејди су се одвојили од имамита и исмаилита приликом неслагања око тога ко је пети имам. Имамити и исмаилити вјерују да је то био Мухамед ел Бакир, док зејди вјерују да је то био његов полубрат Зејд ибн Али односно, другим именом Зејд ел Шехид.

##### Исмаилије
Исмаилије и имамије иницијално прихватају исте принципе у раној историји. Међутим, до њиховог одвајања је дошло приликом прихваћања шестог имама, сина Џафер ес Садика по имену Исмаил ибн Џафер. Исмаил је умро у раној младости, још за вријеме живота његовог оца, који је на његову џеназу сазвао свједоке укључујући гувернера Медине. Исмаилије сматрају да Исмаил није умро, него да је та џеназа била сазвана с циљем да се прикрије истина због страха од Абасидског халифата. Исмаилије такође вјерују да је Исмаил отишао у скровитост, те да ће се појавити као Мехди.

##### Батиније
Батиније изучавају унутрашњи, скривени, тајновити смисао куранских исказа, те их подвргавају алегоријском тумачењу (те'вил), како би доспјели до унутрашње истине објављеног учења. Код Газалија, батини је технички назив, али и историјска ознака која се односи на сљедбу Батинија.

##### Талимије
Талимије су сљедбеници учења о подучавању од непогрешивог имама. Талимије су огранак исмаилита и научавали су да је истина само у подучености и подучавању (та'лим) од непогрешивог учитеља (муалим масум). Газали изједначава талимије са батинијама.

### Хариџијски ислам
Хариџије, односно „побуњеници“ или „они који су се отцијепили“ је термин који означава исламску секту која је оригинално подржавала Алијин халифат. Након што је он преговарао и постигао арбитражу са Муавијом током исламског грађанског рата у 7. вијеку, они су се отцијепили, тј. отказали су лојалност халифу.
Након тога покренули су сукоб са халифиним људима, у коме бивају поражени. Сматрају се одговорним за убиство Алије р.а.
Хариџијски ислам има три основна начела:
- признавање само двојице праведних халифа, Ебу Бекра и Омера
- починиоци великог гријеха сматрају се невјерницима
- обавезност устајања против халифе/имама који крши сунет[3]

Хариџијско схватање ислама умногоме подсјећа на Талибанску праксу у модерном добу, а дјеловање им се подудара са најпознатијом терористичком организацијом Ал Каидом.

#### Хариџијске групације
Хариџијски ортодоксни и фанатични ставови, који су имали за посљедицу обрачунавање са неистомишљеницима водили су их из сукоба у сукоб са припадницима осталих исламских школа мишљења. С обзиром да нису били многобројни, губили су већином све битке. Једина преживјела групација хариџија у модерном добу су ибадије, који су имали најлибералније ставове и који су успјели организовати свој живот са осталим заједницама. Осим њих постојали су још и:
- езарика,
- бухејсије,
- мукримије,
- аџариде,
- неџдат,
- хафсије,
- харисије,
- суфрије,

и многе друге.

##### Езарика
Езарика је била најмногољуднија, а уједно и најекстремнија хариџијска секта. Име је добила по имену Ебу Решида Нафи ибн Езрека. Настанили су се у Персији, а дошли су из Басре. У борбама које су водили против муслиманске војске из Басре, а које су трајале пуних 19 година, поражени су, и тиме се означава њихов крај. Готово сви исламски учењаци се слажу да су својим екстремистичким ставовима застранили у вјери.

##### Неџдат
Настали су од војске која је кренула у помоћ езарикама под водством Неџда ибн Амир ел Ханефија и једног дијела незадовољника Езарика, који су обавијестили Неџда о Езрековим застрањењима у вјери и приклонили се Неџдовој војсци. Основна неслагања те двије скупине, а које су биле брана њиховом уједињењу била су у томе што су Неџдати сматрали да је дозвољено сакривати своју вјеру (текијја) уколико ситуација тако налаже и да муслиманском умету није потребан предводник (халиф или имам).

##### Ибадије
Једина преживјела хариџијска групација су ибадије, који су концентрисани углавном у Оману. Њихово вјеровање се разликује од осталих хариџија по томе што они вјерују да су они који не слиједе њихово учење невјерници, али не и многобошци. Остале муслимане нехариџије сматрају muwehhidunima (мувехидун) односно онима који вјерују у Божје јединство (тевхид), али не и вјерницима.
Управо ова умјереност омогућила им је да преживе до данас.

## Остали правци
Под осталим правцима сврставају се сви оне правци у исламу који нису настали у доба живота Мухамедових савременика, те они који се не могу сврстати унутар једне од основних група, као њена подгрупа или варијација.

### Суфизам
Суфизам је термин који означава аскетски и мистички покрет унутар ислама, школу езотеричне исламске филозофије базиране на истраживању спиритуалне истине као дефинитивног циља и постигнућа. Суфизам није огранак сам по себи јер суфије сами себе не сврставају ни у једну грану ислама, мада припадници могу имати и сунитска и шиитска увјерења.

#### Суфијски редови
Суфије се у своме практиковању окупљају у редове који се зову тарикати. Тарикат је план и програм те метод и режим неког суфијског реда. Постоји дванаест главних тарикатских редова. Они се у свом циљу уједињују али се код примјене, у извјесним прописима разликују. Суфије који се налазе у тарикату називају се дервиши.

##### Кадирије
Кадирије или кадерије су један од најстаријих суфијских тариката. Добили су име по Абдул Кадиру Гејланију. Ово је један од најраспрострањенијих редова у исламском свијету и може се наћи у Индији, Пакистану, Турској и источној и западној Африци. Такође постоји много припадника и на Балкану. Вјерују у фундаменталне принципе ислама, али интерпретирају их кроз мистичка искуства.
Најпознатија текија у Босни и Херцеговини је Хаџи Синанова текија.

##### Накшибендије
Накшибендије су један од највећих суфијских редова. Правац је основан 1380. године. Ред је препознатљив по свом тихом зикру (слављењу Бога). Ријеч накшибенди долази од имена Бехаудина Накшибенда, мада се сматра да је оснивач овог реда Ебу Јакуб Јусуф ел Хамедани.
Накшибендијски тарикат је данас најбројнији тарикат у БиХ.
Познате накшибендијске текије у Босни и Херцеговини су: Газилер (данашњи Хигијенски завод у Сарајеву), Скендерија, Једилери, Текија на Оглавку, Текија у Каћунима и Текија у Вукељићима.

##### Бекташије
Бекташије су основане у 13. вијеку од стране Хаџи Бекташ Валија, којег су припадници овог тариката прогласили светим. Његови присталице сматрају да он потиче од директне Мухамедове лозе. Овај тарикат је претрпио велики утицај од стране Хуруфизма и анадолијских хришћанских секти из којих црпе идеје попут тројства (Алах — Мухамед — Алија).
Реорганизовао их је Балим Султан у 15. вијеку. Бекташије су концентрисани у Турској и Албанији.

##### Мевлевије
Оснивач мевлевијског реда је Џелалудин Руми. Припадници овог тариката препознатљиви су по свом плесу, током којег кружећи зикре. Сам плес измислио је Руми, када је тужан због губитка најбољег пријатеља чуо звуке ковача. Зову их кружећи дервиши. Из Коније се овај ред проширио по цијелој Турској и дијеловима западне Азије.
Познати Бошњаци припадници овог тариката су: Исак-бег Исаковић, Фадил-паша Шерифовић и реисул-улема Џемалудин Чаушевић. Меша Селимовић је у својој књизи "Дервиш и смрт" описао дервиша Ахмеда Нурудина, шејха текије Мевлевијског реда.

##### Јесевије
Оснивач овог дервишког реда је Ахмед ибн Ибрахим ибн Али Јесави, а један од најпознатијих јесевија био је Јунуз Емре.

##### Руфаије
Оснивач овог реда је Ахмед Руфаи. Руфаије или рифаије су дервишки ред који је најпознатији по своме начину практиковања слављења Бога (зикра), приликом којег они пробадају своје лице иглама, а често њихов зикр укључује и игре са ватром. Најважнија средишта овог реда су се налазила у Истанбулу, а познати су и руфаије из Албаније и Босне и Херцеговине. Најпознатији руфаија у БиХ био је Мустафа Каркин. Најпознатија текија у БиХ је Џамија Мимар Синан.

##### Чиштије
Ово је један од главних суфијских тариката јужне Азије. Оснивач Чиштија је Муинудин Чишти. Тарикат има једноставно учење, а карактерише га екстремни ентузијазам за музику и поезију. Њихова музика је позната као кавали музика, коју је свирао и популарни Нусрет Фатих Али Кан. Централно мјесто у обредима тариката заузимају масовне и екстравагантне церемоније код турбета шејхова тариката.

##### Бедевије
Бедевије су основане у 13. вијеку. Оснивач је Ахмед ел Бедеви. Немају јасну доктрину. Нису имали главних учењака, нити писаца. Врло често је овај култ био субјект цензуре од стране улеме.

##### Кубравије
Оснивач овог реда је Неџмудин Кубра. Основан је у 13. вијеку. Потичу из централне Азије. Његове присталице вјерују да потиче из директне Мухамедове лозе.

##### Шазилије
Оснивач овог тариката је Ебу Хасан еш Шазили. Ово је најпопуларнији суфијски ред у сјеверној Африци. Њихови припадници такође вјерују да је Еш Шазили из директне Мухамедове лозе.

##### Десукије
Суфијски ред основан у Египту, од стране Ибрахима Десукија. Током османског времена овај ред имао је бројне текије у Истанбулу скупа са бедевијским редом. Ове текије су затворене када је Турска постала република.

##### Халветије
Оснивач је Мухамед ел Халвети. Сматра се да овај тарикат није добио име као већина њих по своме оснивачу, него по арапској ријечи халвет која значи осамљивање или одвојеност, по којем су ови дервиши били познати. Један је од распрострањенијих редова. Његов раст забиљежен је током османских времена. Халветије су још увијек јаке у Египту гдје суфијски редови добијају одређену помоћ од владе.
Најпознатији халветија у Босни и Херцеговини био је Гази Хусреф-бег.

### Салафизам
Салафије или селефије проповиједају исламски монотеизам, односно тевхид, а преузимају одређена учења од Ибн Тејмије, сиријског учењака из 14. вијека. Салафизам је у основи у сукобу са суфизмом и шиитским исламом, које сматрају јеретицима. Салафијска теологија заступа пуританско и правно стајалиште у стварима вјере и религијској пракси. Они сматрају да је њихов задатак да врате ислам у стање какво је било у Мухамедово доба и његових праведних халифа. Желе да избаце све новотарије, идолатрије и девијације.

#### Покрети унутар салафизма
Нису позната већа раслојавања унутар салафизма, осим што у новије вријеме остале исламске групације користећи назив реформатора и учењака Мухамеда ибн Абдул Вехаба, називају салафије вахабијама.

##### Вахабизам
Вахабизам или вехабизам је покрет који је добио име по свом зачетнику Мухамед ибн Абдул Вехабу у 18. вијеку. Абдул Вахаб се школовао под окриљем сунитског ислама, а изучавао је фикх ханбелијског мезхеба; но, међутим, кад год би примијетио неко неслагање, он би се приклонио оној правној школи која је, према његовом мишљењу, имала исправније мишљење. Овај покрет доминантан је у Саудијској Арабији.
У Босни и Херцеговини је присутан одређен број вјерника који прихватају мишљења Абдул Вахаба, али они не прихватају назив вахабије него себе радије зову салафијама.

## Секте унутар ислама
Овдје су сврстани правци који за себе сматрају да су муслимани, али које матица не сматра муслиманима.

### Ахмедије
Чланови ахмедија покрета су сљедбеници Мирзе Гулама Ахмеда, који је тврдио да је обећани месија и мехди. Сљедбеници су подијељени у двије групе Ахмедијански муслимански џемат и Лахорски ахмедијански покрет. Већина Ахмедија сматра себе муслиманима, али са становишта матичних муслимана, они су секта која је искључена из оквира исламске заједнице јер се Мирза Гулам Ахмед прогласио послаником.

### Кураније
Кураније је назив за религиозну групу људи који себе сами зову покорнима, но због њихове праксе вјеровања у Куран а не и у хадисе, прозвани су куранијама.
С обзиром да не вјерују у хадис, нити у било какве друге религиозне изворе, они не обављају намаз у облику у којем га обавља већина муслимана, него сматрају да свако може обавити намаз онако како он осјећа да је потребно, те да су у Курану дате упуте шта је забрањено а шта дозвољено у намазу.

### Зикри
У религиозној пракси Зикри се битно разликују од матичних муслимана; постоје разлике у мишљењу да ли их треба звати сунити, суфије или секта. Зикри обављају пет пута дневне молитве које зову зикр, за разлику од осталих муслимана који обављају намаз.

### Исламска нација
Исламска нација је основана од Валаса Фарф Мухамеда 1930. с циљем поновног увођења духовног, социјалног и економског стања црног човјека и жене у Америци и свијету. Њихово учење је доста одступило од матичног ислама, тим прије што они са једне стране вјерују да је фарз Божија инкарнација, и према готово свим муслиманима они су проглашени за јеретички култ.
Један од најпознатијих припадника нације ислама био је Малколм Икс који се касније одрекао тог учења, због чега су га и убили.

#### Петостепеници
Грана, нација ислама; ова група је формирана у Харлему 1960. Њихова вјеровања се фокусирају на довођењу правде за афроамеричку младеж. Такође вјерују да је Бог црнац. Имају веома мало везе са изворним исламом.

## Келамске школе
Келам је једна од религиозних наука у исламу. У арапском језику ова ријеч значи „говор“, и односи се на исламску традицију тражења теологичких принципа кроз дијалектику. Овај термин се често преводи као теологија.

### Ашаријска школа
Ашари је школа ране исламске филозофије основане у 10. вијеку. Била је инструмент у драстичној промјени смјера ислама, и поставила је основе затварању врата иџтихада вијековима касније у Османском царству. Ашаритски поглед је био да је схватање јединствене природе и карактеристика Бога изнад људских могућности.

### Матуридијска школа
Матуриди су они који слиједе теологију Ебу Менсура ел Матуридија, која је блиска варијанта ашаријској школи. Тачке по којима се разликују су природа вјеровања и мјесто људског разума. Матуридијски став је да се иман не повећава и не смањује, него да се само повећава и смањује побожност (таквалук). Матуриди говоре да је људски ум у стању да спозна без помоћи или просвјетљења да су неки основни гријехови сами по себи гријех (као што су нпр. убиство или алкохол), док ашарије сматрају да људски ум није у стању да спозна такво нешто без божанског просвјетљења.

### Мутезилска школа
Мутезилска теологија потиче из 8. вијека из Басре када је Васил ибн Ата напустио учење Ел Хасана ел Басрија након теолошке расправе. Он и његови сљедбеници су раширили логику и рационализам грчке филозофије, настојећи да их комбинују са исламским доктринама и покажу како су обје нераздвојно компатибилне. Мутезилије су дискутовали филозофска питања као што су да ли је Куран створен или вјечан, да ли је зло креирано од стране Бога, предодређење против слободне воље, да ли би Алахове атрибуте у Курану требало интерпретирати алегоријски или литерарно, те да ли ће грешни вјерници бити кажњени вјечно у паклу (Џехенем).

### Секте

#### Либерали
Либерални и прогресивни покрети имају заједничко верске погледе који зависи углавном од иџтихада или поновног тумачења списа. Либерални муслимани верују у већу аутономији појединца у тумачењу светих списа, критичком преиспитивању вјерских текстова, родне равноправности, као и модерног погледа културе, традиције и других ритуалних пракса у исламу.

#### Исламисти
Исламизам је заједнички назив за политичке идеологије према којима ислам није само религија, него и политички систем на коме би требало темељити законе, односно друштвено-економско уређење државе. Исламисти се залажу за повратак друштва исламским вредностима, односно увођење шеријатског права. По њима је једино друштво темељено на исламским принципима и закону решење проблема које узрокује модерни живот, укључујући друштвено и културно отуђење, односно политичку и економску експлоатацију.
Најпознатији исламистички покрет је Ал Каида, мање познати су Муслиманска браћа, највећа опозициона партија у Египту, те Хезболах у Либану.

#### Џемат Таблиг
Пореклом из Индија покрајине Меват, Џемат Таблиг има за циљ да донесе духовно буђење у свету муслимана. То је био Мевлана Мухамед Илијас, који је поставио духовни темељ покрета.

### Остале секте
Сљедбеници ових религија не сматрају себе муслиманима, али имају јаку везу са исламом.

#### Јазиди
Јазиди су сљедбеници мале блискоисточне религије чије сљедбенике муслимани зову „Ђавољим обожаваоцима“. То је зато што се понекад свом богу обраћају са „Шатан“ (Shatan, в. шејтан). Они су прије свега етнички Курди, а већина Јазида живи близу Мосула. Јазидска теологија је сложена и заправо то је пажљиво чувана тајна. Они су крипто-пагани. Поштују великог вођу шеика Адија, врховног творца званог „Мелек Таус“, чије се име може превести као „Краљ Паун“ или „Паун анђео“. Као друзи и друге крипто-паганске заједнице, трпјели су прогон од већинских муслимана и као посљедицу тога узели су исламска и арапска вјеровања као покриће за своју паганску религију.

#### Друзи
Друзи су езотеричка, монотеистичка религијска заједница са око милион људи, која се налази превасходно на простоју Сирије, Либана, Израела и Јордана.
Религија друза је један облик ислама, али са специфичним елементима гностичких и неоплатонских филозофија. Они користе арапски језик и имају сличне обрасце друштвеног понашања као и Арапи у региону. Већина муслимана их не сматра припадницима ислама, иако они себе виде као муслимане. Највећи број друза себе сматра Арапима (уз изузетак друза у Израелу).

#### Бабизам
Бабисти су чланови религиозног покрета насталог у Персији између 1844—1852. године, затим проширеног широм Османског царства (посебно на Кипру) и ван њега. Оснивач је Али Мухамед из Шираза (1817—1850), који је узео титулу баб (врата), чувени шиитски теолошки појам. Смисао узимања овог назива је тај да се Али Мухамед прогласио за врата кроз која божанско откровење наставља да пролази. Ово је била противречна и опасна тврдња, што је показало и његово погубљење.
Припадници бахаизма, такође сматрају Баба претходником своје сопствене вере, која је данас бројнија од бабизма (чији следбеници више воле да их називају бајани). Ове две религије су се поделиле 1866. године.

#### Бахаизам
Бахаи вера или бахаизам је синкретичка и мисионарска религија настала у Ирану, која преузима елементе других религија и тежи ка стварању једне универзалне аполитичке светске заједнице. Као и остале откривене религије, бахаизам трага за Богом, откривењем у вери и моралом у људском друштву. Бахаије су монотеисти и верују у све Божије посланике, почев од Аврама и Мојсија, па преко Мухамеда и Буде, све до својих посланика Баба и Бахаулаха. Сматрају да су све светске вере потекле од истог Бога и да су у међусобној хармонији. Не верују ни у тројство ни у анђеле, немају ни свештенство ни неке посебне ритуале, осим што обављају заједничку молитву првог дана у месецу и посте деветнаест дана у марту. Њихова година се састоји од деветнаест месеци, од којих сваки има деветнаест дана.

#### Сикизам
Сикизам (или сикхизам) јесте религија настала у Индији у контексту сукоба хиндуизма и ислама. Припадници ове вере се зову сики (или сикхи). Реч сикх на панџаби језику значи „ученик“.
Основа у сикизму је веровање у једног Бога и базира се прије свега на учењу десет гуруа која су сакупљена у свету књигу сика по називу Гуру Грант Сахиб. У сикизму се примећује комбинација монотеистичких елемената из ислама са хиндуским традицијама.
Број сика у свету се тренутно процењује на отприлике 23 милиона, по чему је сикизам пета најмногољуднија религија на свету. Око 19 милиона сика живи у Индији, прије свега у северној провинцији Панџаб. Иако Панџаб захвата и један део Пакистана, велика већина сика се након раздвајања Индије и Пакистана 1947. године преселила у Индију.
У Уједињеном Краљевству, САД и Канади постоје многобројне сикске заједнице. Осим тога, у Малезији и Сингапуру постоје значајне сикске мањине.

## Популација најзаступљенијих праваца
| Деноминација | Популација      |
| ------------ | --------------- |
| Сунити       | 1,46 милијарди  |
| Шиити        | 154—200 милиона |
| Ахмедије     | 10—20 милиона   |
| Ибадије      | 2,7 милиона     |